# Liga I 2021-2022 (fotbal feminin)
Liga I 2021–2022 a fost al 32-lea sezon al Ligii I, prima divizie a fotbalului feminin din România. Competiția a fost câștigată de U Olimpia Cluj.

## Echipe participante
| Echipă                       | Oraș              |
| ---------------------------- | ----------------- |
| CSM Alexandria               | Alexandria        |
| ACS Banat Girls              | Comloșu Mare      |
| AFC Fair Play Joc Cinstit    | București         |
| ACS Heniu Prundu Bârgăului   | Prundu Bârgăului  |
| ACS Fotbal Feminin Baia Mare | Baia Mare         |
| ACS Ladies Târgu Mureș       | Târgu Mureș       |
| Universitatea Olimpia Cluj   | Cluj-Napoca       |
| ACS Piroș Security Protect   | Arad              |
| Politehnica Timișoara        | Timișoara         |
| CSȘ Târgoviște               | Târgoviște        |
| AFC Universitatea Galați     | Galați            |
| ACS Vasas Femina FC          | Odorheiu Secuiesc |

## Sezonul regular
| Acasă \ Deplasare        | OLI  | UGL  | ALE | VAS  | PIR | HEN | BMA | PTF | FPB | LTM | TAR | BGR |
| ------------------------ | ---- | ---- | --- | ---- | --- | --- | --- | --- | --- | --- | --- | --- |
| Olimpia Cluj             | —    | 10–0 | —   | 10–0 | —   | 4–0 | —   | —   | 7–2 | 9–0 | —   | —   |
| Universitatea Galați     | —    | —    | —   | —    | 0–6 | —   | 1–2 | —   | 1–2 | 2–8 | —   | 0–3 |
| CSM Alexandria           | 0–2  | 4–0  | —   | 1–3  | —   | 0–4 | —   | 3–1 | —   | —   | —   | 3–0 |
| Vasas Femina             | —    | 2–0  | —   | —    | 3–2 | —   | 3–0 | —   | 0–3 | —   | —   | 6–1 |
| Piroș Security Arad      | 0–3  | —    | 0–2 | —    | —   | —   | 4–0 | —   | 4–1 | —   | 5–0 | 4–0 |
| Heniu Prundu Bârgăului   | —    | 10–0 | —   | 3–1  | 2–0 | —   | 5–0 | —   | —   | —   | —   | 6–0 |
| Fotbal Feminin Baia Mare | 0–4  | —    | 0–6 | —    | —   | —   | —   | 1–4 | 1–1 | 3–2 | 8–0 | —   |
| Politehnica Timișoara    | 1–4  | 10–0 | —   | 3–3  | 4–1 | 1–4 | —   | —   | —   | —   | —   | 5–0 |
| Fair Play București      | —    | —    | 0–1 | —    | —   | 1–2 | —   | 3–1 | —   | 5–0 | 9–0 | —   |
| Ladies Târgu Mureș       | —    | —    | 0–7 | 0–7  | —   | 0–7 | —   | 0–3 | —   | —   | 6–0 | —   |
| CSȘ Târgoviște           | 0–13 | 1–4  | 0–3 | 0–3  | —   | 0–3 | —   | 2–7 | —   | —   | —   | —   |
| Banat Girls              | 0–8  | —    | —   | —    | 0–4 | —   | 3–3 | —   | 0–3 | 3–2 | 0–3 | —   |

1. ↑  Echipa Banat Girls s-a sancționazat cu forfait (3-0) în favoarea echipei CSȘ Târgoviște.[2]

| Loc | Echipa                   | MJ | V  | E | Î  | GM | GP | DG  | Pct | Calificare             |
| --- | ------------------------ | -- | -- | - | -- | -- | -- | --- | --- | ---------------------- |
| 1   | U Olimpia Cluj           | 11 | 11 | 0 | 0  | 74 | 3  | +71 | 33  | Calificare în play-off |
| 2   | Heniu Prundu Bârgăului   | 11 | 10 | 0 | 1  | 46 | 7  | +39 | 30  | Calificare în play-off |
| 3   | CSM Alexandria           | 11 | 8  | 0 | 3  | 30 | 10 | +20 | 24  | Calificare în play-off |
| 4   | Vasas Femina Odorhei     | 11 | 7  | 1 | 3  | 31 | 23 | +8  | 22  | Calificare în play-off |
| 5   | Politehnica Timișoara    | 11 | 6  | 1 | 4  | 40 | 21 | +19 | 19  | Calificare în play-off |
| 6   | Fair Play București      | 11 | 6  | 1 | 4  | 30 | 17 | +13 | 19  | Calificare în play-off |
| 7   | Piroș Security Arad      | 11 | 6  | 0 | 5  | 30 | 15 | +15 | 18  | Calificare în play-out |
| 8   | Fotbal Feminin Baia Mare | 11 | 3  | 2 | 6  | 18 | 33 | −15 | 11  | Calificare în play-out |
| 9   | Banat Girls              | 11 | 2  | 1 | 8  | 10 | 43 | −33 | 7   | Calificare în play-out |
| 10  | Ladies Târgu Mureș       | 11 | 2  | 0 | 9  | 18 | 50 | −32 | 6   | Calificare în play-out |
| 11  | Universitatea Galați     | 11 | 1  | 0 | 10 | 8  | 58 | −50 | 3   | Calificare în play-out |
| 12  | CSȘ Târgoviște           | 11 | 1  | 0 | 10 | 6  | 61 | −55 | 3   | Calificare în play-out |

## Play-off
| Acasă \ Deplasare      | OLI  | PTF | ALE | VAS | HEN | FPB  |
| ---------------------- | ---- | --- | --- | --- | --- | ---- |
| U Olimpia Cluj         | —    | 1–0 | 9–1 | 1–0 | 1–1 | 11–0 |
| Politehnica Timișoara  | 1–1  | —   | 1–1 | 6–0 | 2–1 | 11–0 |
| CSM Alexandria         | 1–2  | 1–4 | —   | 6–1 | 0–3 | 2–1  |
| Vasas Femina           | 0–3  | 0–5 | 1–3 | —   | 0–5 | 8–2  |
| Heniu Prundu Bârgăului | 1–1  | 4–0 | 4–1 | 2–0 | —   | 4–1  |
| Fair Play București    | 0–11 | 1–6 | 2–5 | 1–2 | 0–3 | —    |

| Loc | Echipa                     | MJ | V | E | Î  | GM | GP | DG  | Pct | Calificare                    |
| --- | -------------------------- | -- | - | - | -- | -- | -- | --- | --- | ----------------------------- |
| 1   | U Olimpia Cluj (C)         | 10 | 7 | 3 | 0  | 41 | 5  | +36 | 57  | Liga Campionilor 2022-2023    |
| 2   | Heniu Prundu Bârgăului (R) | 10 | 7 | 2 | 1  | 28 | 6  | +22 | 53  | Echipa s-a retras după sezon. |
| 3   | Politehnica Timișoara      | 10 | 6 | 2 | 2  | 36 | 10 | +26 | 39  |                               |
| 4   | CSM Alexandria             | 10 | 4 | 1 | 5  | 21 | 28 | −7  | 37  |                               |
| 5   | Vasas Femina               | 10 | 2 | 0 | 8  | 12 | 34 | −22 | 22  |                               |
| 6   | Fair Play București        | 10 | 0 | 0 | 10 | 8  | 63 | −55 | 19  |                               |

1. ↑  Pe 30 mai 2022 ACS Vasas Femina FC a fost sancționată cu 6 puncte.[4]

## Play-out
| Acasă \ Deplasare        | PIR  | BMA | LTM | BGR | TAR  | UGL  |
| ------------------------ | ---- | --- | --- | --- | ---- | ---- |
| Piroș Security Arad      | —    | 6–0 | 9–0 | 2–2 | 10–0 | 4–0  |
| Fotbal Feminin Baia Mare | 0–1  | —   | 0–3 | 1–0 | 3–0  | 4–0  |
| Ladies Târgu Mureș       | 0–2  | 3–4 | —   | 2–2 | 4–1  | 2–1  |
| Banat Girls              | 0–3  | 3–3 | 3–3 | —   | 5–1  | 10–1 |
| CSȘ Târgoviște           | 1–10 | 0–4 | 1–2 | 1–1 | —    | 2–0  |
| Universitatea Galați     | 0–5  | 1–3 | 2–1 | 2–4 | 7–0  | —    |

| Loc | Echipa                   | MJ | V | E | Î | GM | GP | DG  | Pct | Calificare                  |
| --- | ------------------------ | -- | - | - | - | -- | -- | --- | --- | --------------------------- |
| 7   | Piroș Security Arad      | 10 | 9 | 1 | 0 | 52 | 3  | +49 | 46  |                             |
| 8   | Fotbal Feminin Baia Mare | 10 | 6 | 1 | 3 | 22 | 17 | +5  | 30  |                             |
| 9   | Banat Girls              | 10 | 3 | 5 | 2 | 30 | 19 | +11 | 21  |                             |
| 10  | Ladies Târgu Mureș       | 10 | 4 | 2 | 4 | 20 | 25 | −5  | 20  |                             |
| 11  | Universitatea Galați     | 10 | 2 | 0 | 8 | 14 | 35 | −21 | 9   |                             |
| 12  | CSȘ Târgoviște (R)       | 10 | 1 | 1 | 8 | 7  | 46 | −39 | 7   | Retrogradare în Liga a II-a |